# Ampulex kristenseni
Ampulex kristenseni är en  stekelart som beskrevs av Rowland Edwards Turner 1917.
Ampulex kristenseni ingår i släktet Ampulex och familjen Ampulicidae. Inga underarter finns listade i Catalogue of Life.